# 马钱子
马钱子也称番木鳖、苦实把豆儿、火失刻把都、苦实、马前、牛眼、大方八、马钱树，是马钱科马钱属的一种落葉喬木。产于南亚和东南亚等地，喜热带湿润性气候，怕霜冻。模式标本採自斯里兰卡科伦坡。种子有毒，主要含有马钱子碱（strychnine，又名番木鳖碱）等多种生物碱。西醫學上用种子提取物作中枢神经兴奋剂。中医学上以种子泡制后入药，有通络散结、消肿止痛之效。
马钱子服用过量会导致馬錢子鹼中毒，馬錢子鹼將拮抗甘胺酸，引起全身伸肌与缩肌同时极度收缩，从而剧烈抽搐，出现强直性惊厥，不立即抢救很快就会严重佝偻而死。
传说中，李后主死时蜷缩成一团，所以怀疑是遭牵机药毒死，而牵机药即是由马钱子所製。

## 形态
乔木，高5～25米，叶呈圆形、宽椭圆形至卵形，长5～18厘米，宽4～13厘米。圆锥状聚伞花序腋生，花冠绿白色，后变白色。浆果为圆球状，直径2～4厘米，成熟时呈桔黄色，含有种子1～4颗。种子呈扁圆盘状，宽2～4厘米，表面灰黄色，有银色绒毛。

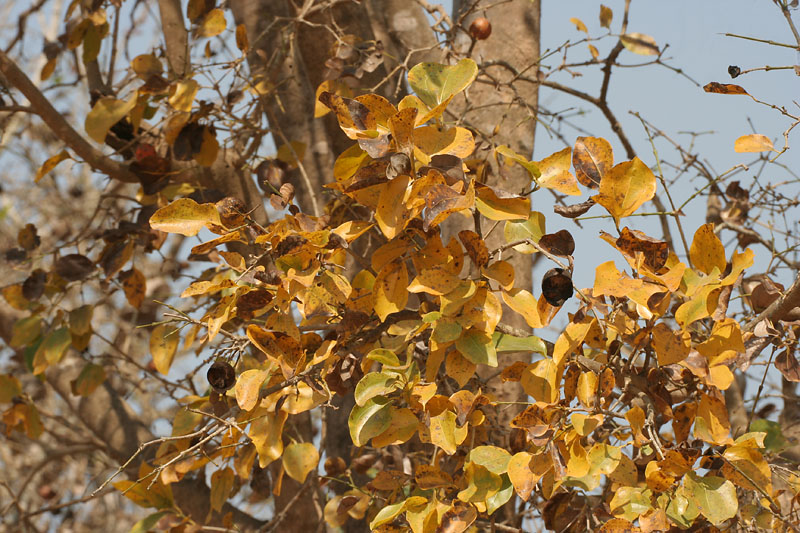
叶子
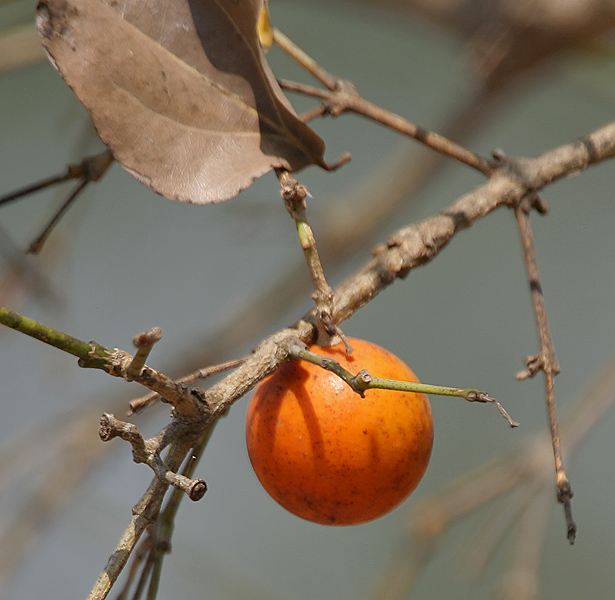
果实
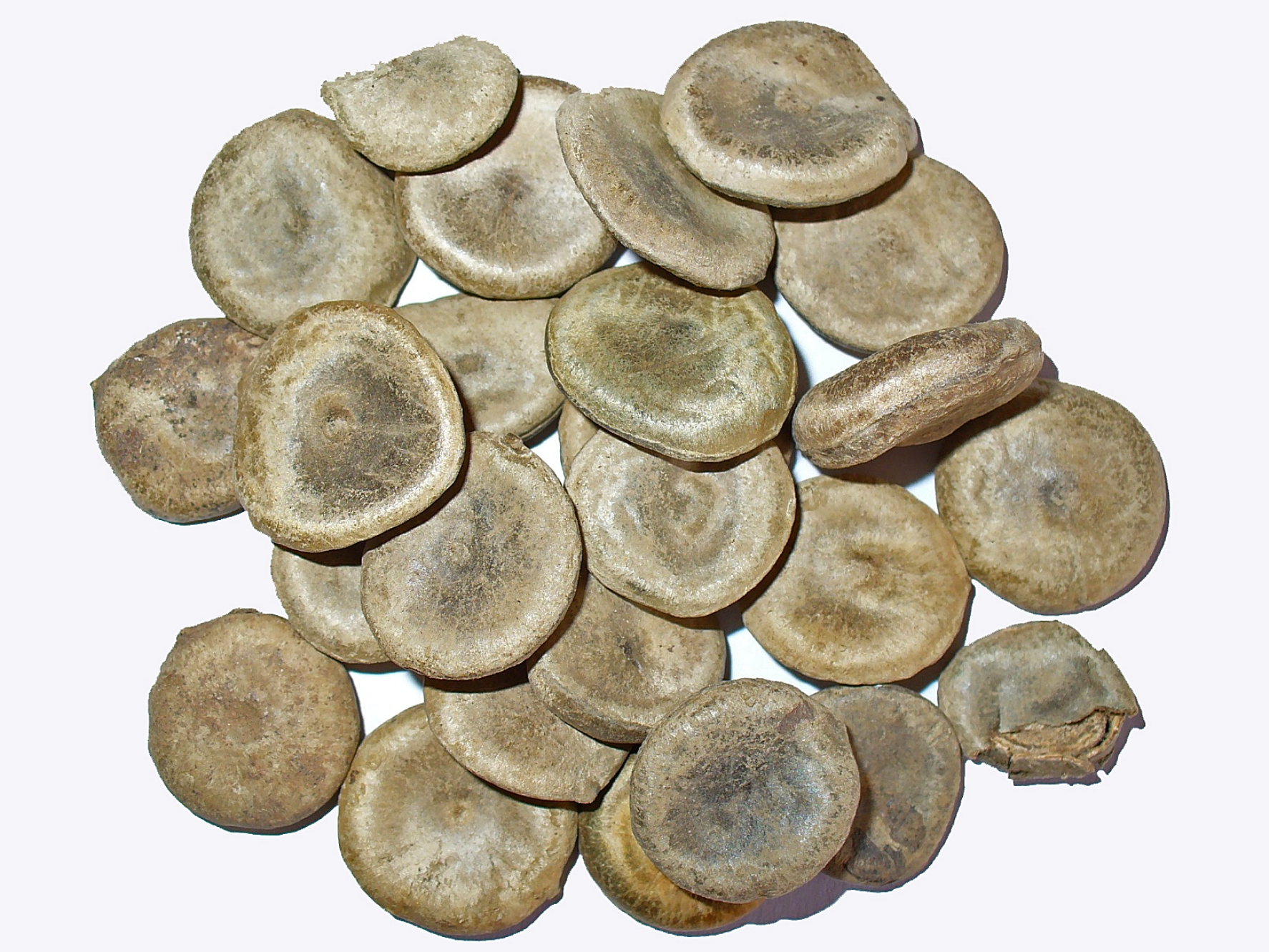
种子

## 延伸阅读
[在维基数据编辑]
 《欽定古今圖書集成·博物彙編·草木典·番木鱉部》，出自陈梦雷《古今圖書集成》

## 外部連結
- 馬錢 Maqian （页面存档备份，存于） 藥用植物圖像數據庫 (香港浸會大學中醫藥學院) （中文）（英文）
- 馬錢子 中藥材圖像數據庫  (香港浸會大學中醫藥學院) （中文）（英文）
- 生馬錢子 Sheng Ma Qian Zi 中藥標本數據庫 (香港浸會大學中醫藥學院) （繁體中文）（英文）
- 士的寧 Strychnine （页面存档备份，存于） 中草藥化學圖像數據庫 (香港浸會大學中醫藥學院) （中文）（英文）